# Magnetorheologische Flüssigkeit
Als magnetorheologische Flüssigkeit (MRF) bezeichnet man eine Suspension von magnetisch polarisierbaren Partikeln (Carbonyleisenpulver), die in einer Trägerflüssigkeit fein verteilt sind.

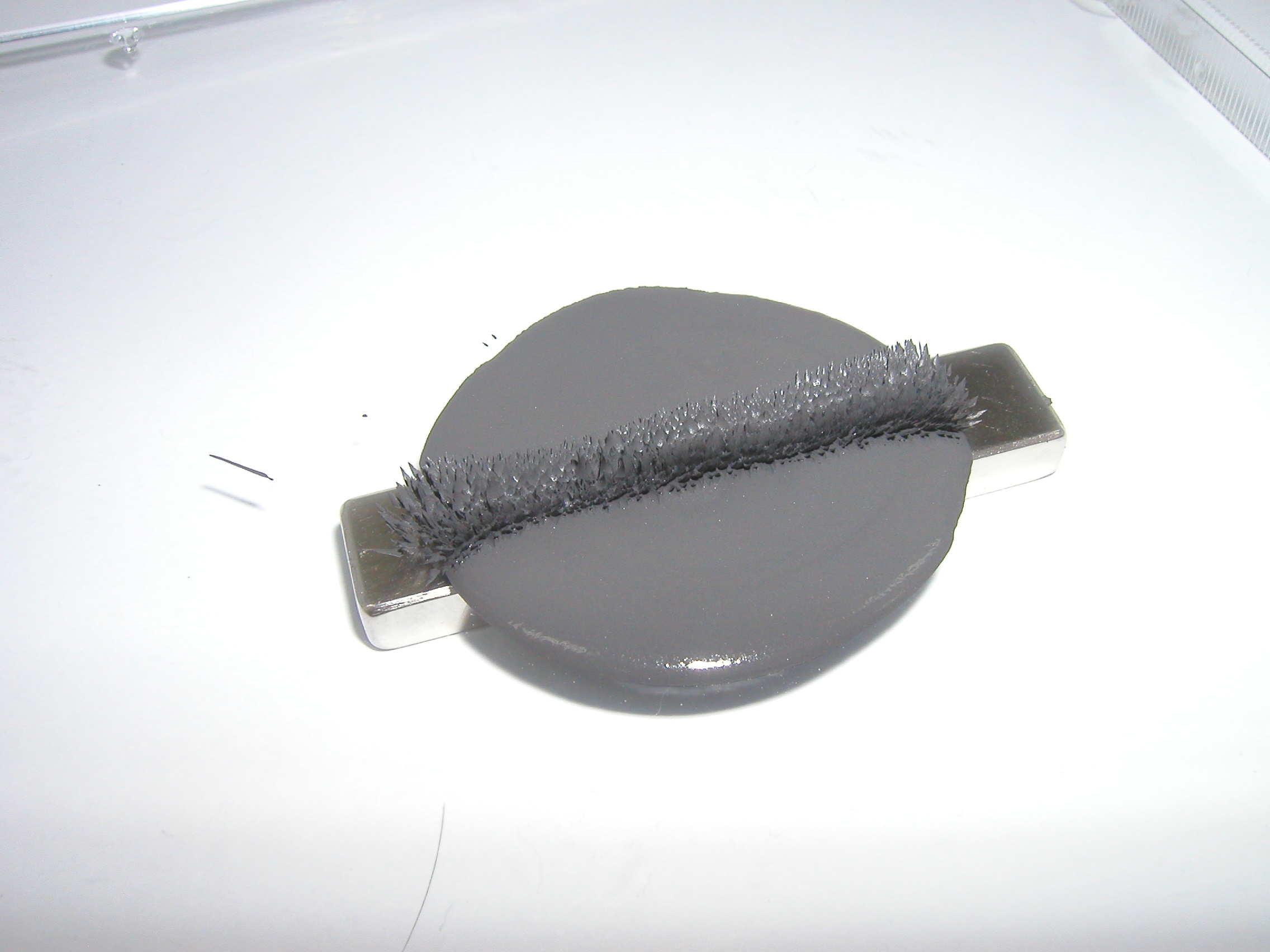
MRF auf einer Petrischale; reagiert auf einen stabförmigen Permanentmagneten

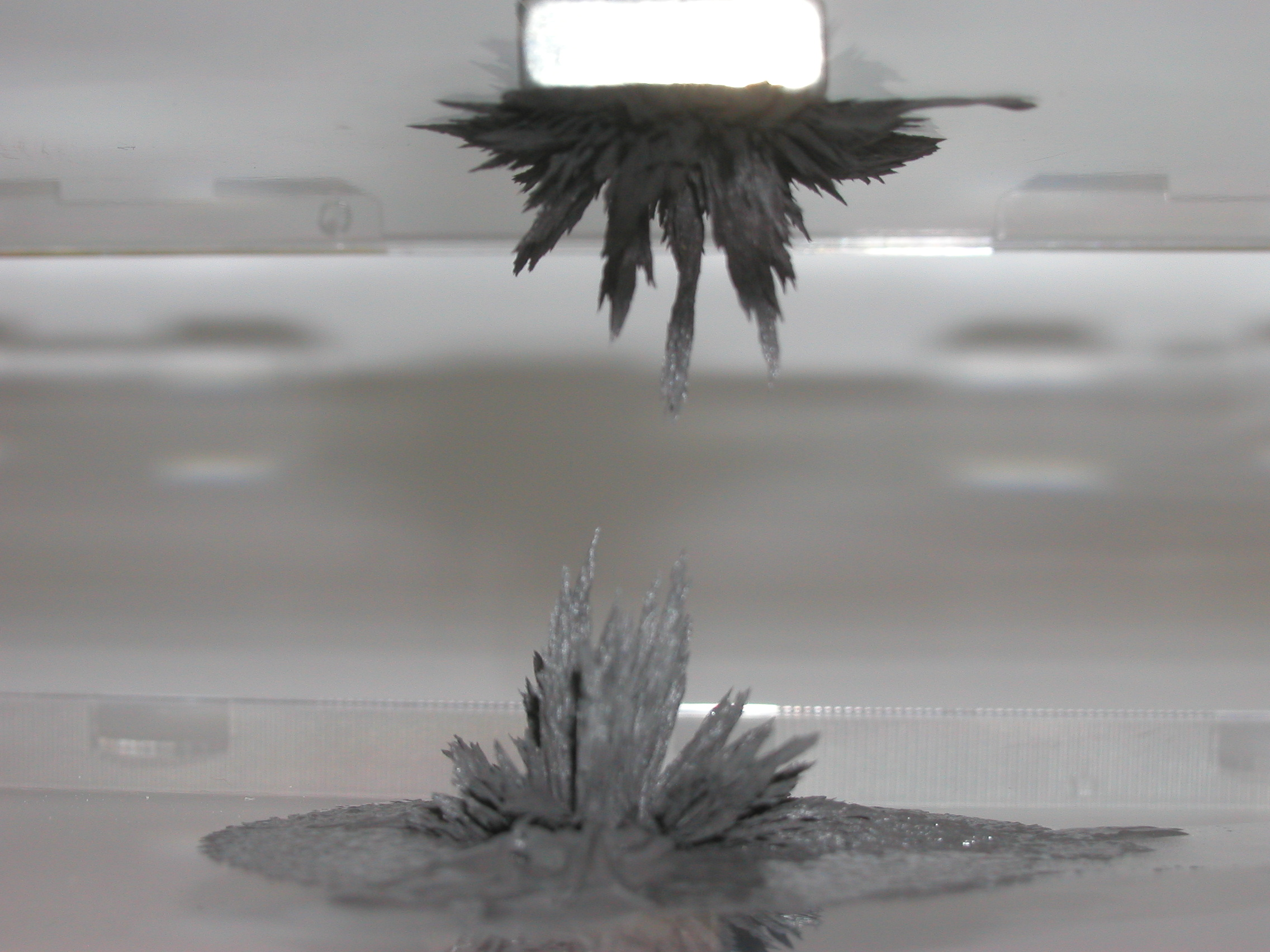
„Igelförmige“ Struktur einer MRF zwischen zwei Permanentmagneten

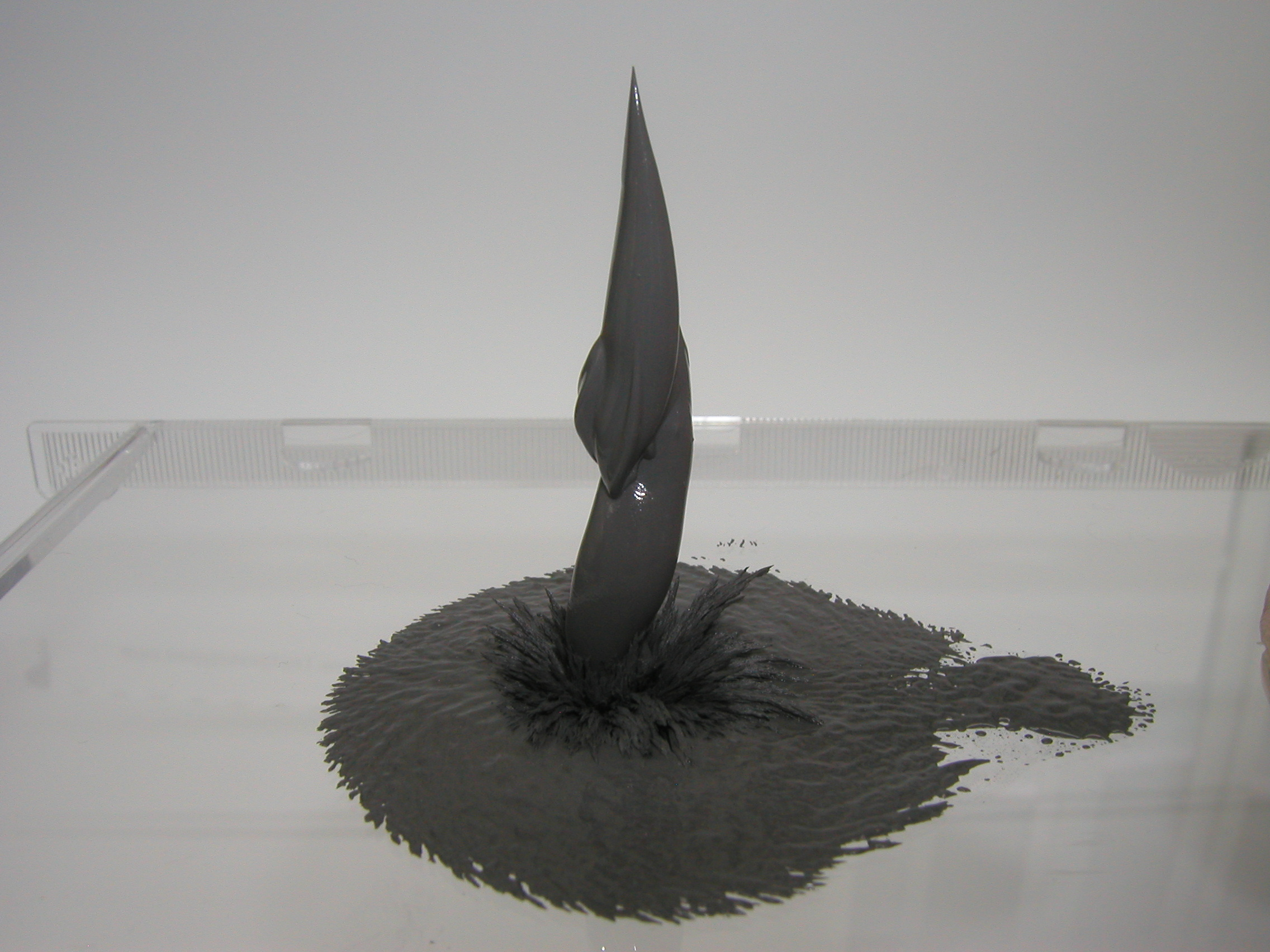
Turm einer MRF, der sich durch einen Permanentmagnet verfestigt

Kettenbildung der MRF-Partikel

MRF-Effekt im Fließmodus

Die Partikel magnetorheologischer Flüssigkeiten sind um ca. ein bis drei Zehnerpotenzen größer als die der Ferrofluide, so dass sich eine MRF – anders als ein Ferrofluid – beim Anlegen eines Magnetfelds verfestigt. Mechanismus: die Partikel werden polarisiert und bilden Ketten in Richtung der Feldlinien. Durch die Ausrichtung der Partikel wird die Suspension mit steigender Feldstärke dickflüssiger. So kann eine MRF in einem Magnetfeld drastisch, schnell und reversibel verändert werden.
Magnetorheologische Flüssigkeiten sind seit den 1940er Jahren bekannt. Erst in den letzten Jahren konnten negative Eigenschaften wie Abrasion, Sedimentation und Alterung durch spezielle Additive und polymere Oberflächenbeschichtung der Partikel vermieden werden, so dass der Einsatz in Serienprodukten nun möglich ist.

## Zusammensetzung
In magnetorheologischen Flüssigkeiten werden kugelförmige Partikel mit einem Durchmesser von 1 bis 10 Mikrometer und einem hohen Reinheitsgrad (über Synthese hergestellt, > 99 % reines Eisen) verwendet. Die Partikel selbst sind deshalb ungiftig und werden aufgrund ihrer hohen Reinheit beispielsweise auch als Nahrungsergänzung in Eisentabletten verwendet. Bei der Anwendung in magnetorheologischen Flüssigkeiten sind die ausgezeichneten elektromagnetischen und mechanischen Eigenschaften entscheidend.
Als Trägerflüssigkeiten werden Mineralöl und synthetische Öle, Ethylenglycol und Wasser eingesetzt. Als Hilfsstoffe werden Additive wie Stabilisatoren und Viskositätsverbesserer beigesetzt. Diese verhindern unter anderem auch Sedimentation und Agglomeration. Der Anteil des  Eisenpulvers beträgt 70–90 % des Gewichts und 20–40 % des Volumens. Die Flüssigkeit hat eine dunkelgraue Färbung, ihre Dichte liegt ungefähr zwischen 2,2 und 4 g·cm−3.

## Mechanische und magnetische Eigenschaften
Die Viskosität der Flüssigkeit beträgt 0,07 Pa·s bis 14 Pa·s bei einer Schergeschwindigkeit von 10 s−1.

Die Temperatur beeinflusst die Viskosität der MRF abhängig von der Basisflüssigkeit; die Einsatztemperatur liegt zwischen −40 °C und 150 °C.

Beim anliegenden Magnetfeld überwiegt der magnetorheologische Effekt; Viskositätsänderungen erfolgen dann unter einer Millisekunde, da nur die Partikel ausgerichtet werden müssen. Somit sind Kraftänderungen abhängig vom Design innerhalb weniger Millisekunden realisierbar, siehe Messung (3000 N/ms). Die Schubspannung verhält sich im magnetfeldfreien Raum wie bei einem newtonschen Fluid und im Magnetfeld wie bei einem Bingham-Fluid.

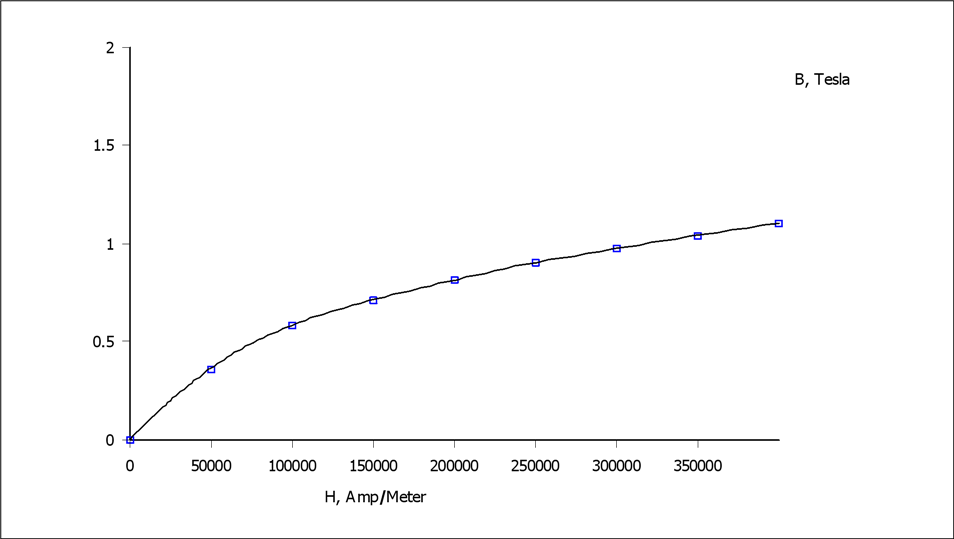
BH-Kurve einer typischen magnetorheologischen Flüssigkeit
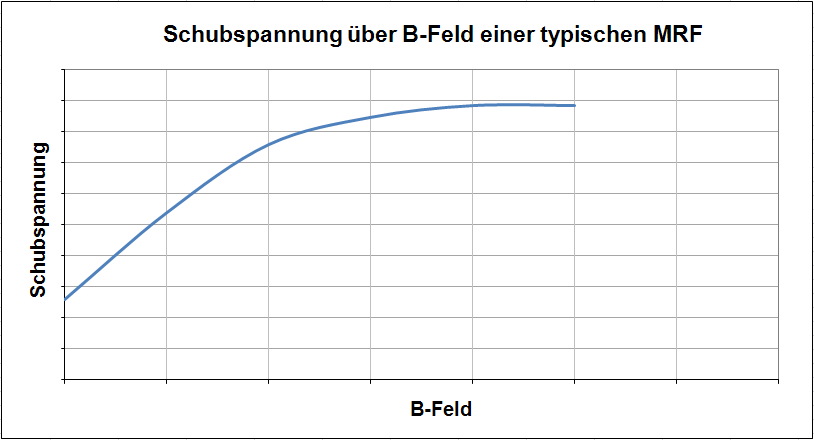
Schubspannung über B-Feld einer typischen magnetorheologischen Flüssigkeit
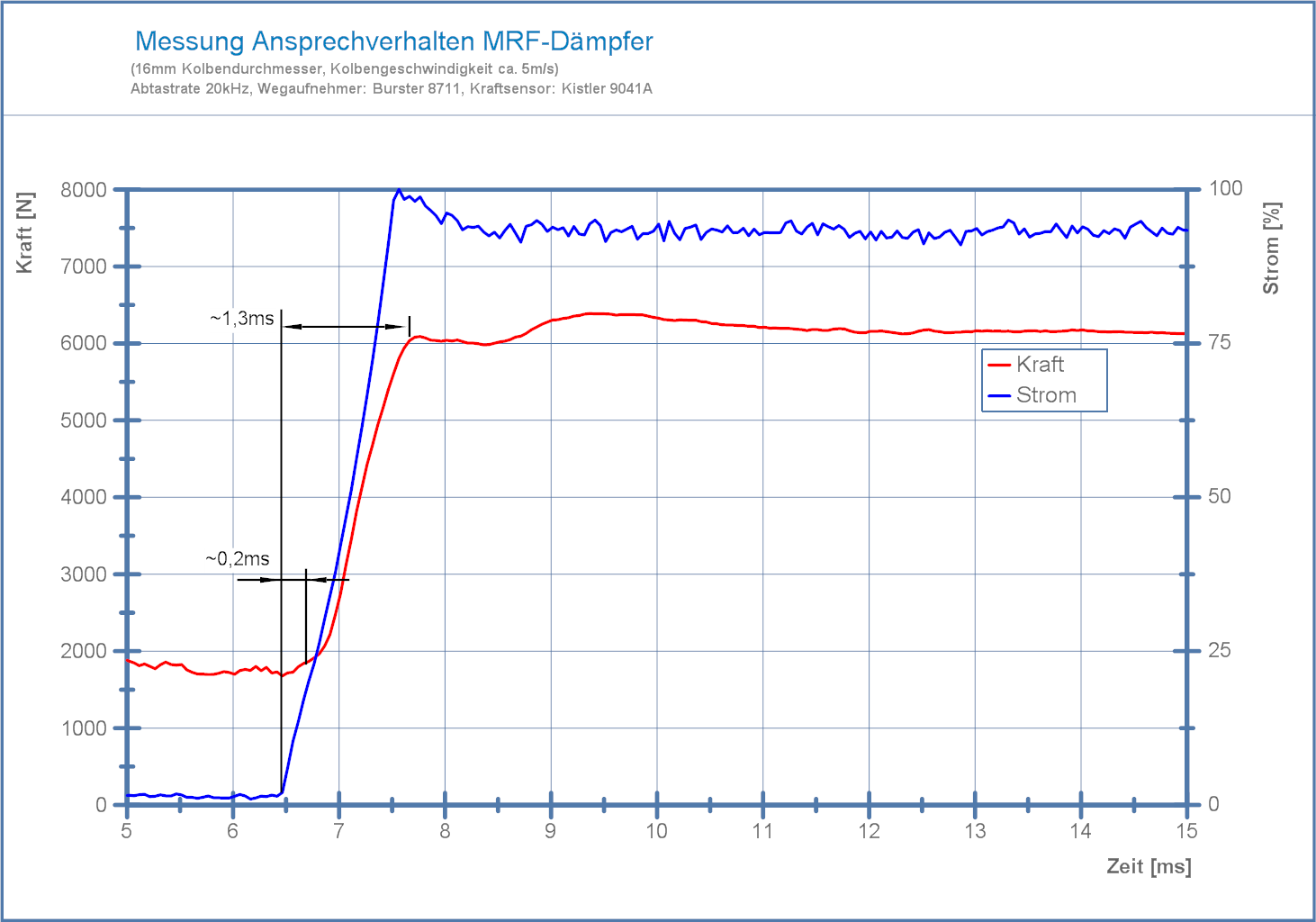
Messung Ansprechverhalten MRF-Dämpfer

Alle Werte sind abhängig vom Mischungsverhältnis und der Trägerflüssigkeit.

### Betriebsmodi
Die Stärke der Kraftübertragung im Fluid hängt neben anderen Parametern auch von der Beanspruchung des Fluids ab. Dabei sind drei relevante Betriebsmodi bekannt:
- Im Ventil-Modus (valve mode) bewegt sich das Fluid durch einen Kanal, der senkrecht zur Bewegungsrichtung des Fluids von einem Magnetfeld durchflutet wird. MRF-Dämpfer verwenden dieses Verfahren.
- Bei direkter Scherbeanspruchung (direct shear mode) bewegen sich zwei Platten, zwischen denen sich das Fluid befindet. Das Magnetfeld durchflutet das Fluid senkrecht zur Bewegungsrichtung der Platten. Diese Verwendung findet sich in Kupplungen und Bremsen.
- Im Quetsch-Modus (squeeze mode) werden die höchsten Kräfte erreicht. Dabei wirkt die Kraft auf das Fluid in Richtung des magnetischen Flusses.

### Möglichkeiten der Magnetfelderzeugung
Je nach Einsatzgebiet und Anwendung ist es zweckmäßig, das Magnetfeld unterschiedlich zu erzeugen:
| Magnetfelderzeugung                                    | Bemerkung | Charakteristik (Beispiel MRF-Ventil) |
| ------------------------------------------------------ | --- | ------------------------------------ |
| Permanentmagnet (Dauermagnet)                          | Das System funktioniert unabhängig von elektrischer Energie, wobei die Magnetfeldstärke z. B. vom Abstand des Magneten von der magnetorheologischen Flüssigkeit abhängt und über diesen stufenlos eingestellt werden kann. Bei elektrorheologischen Flüssigkeiten ist dies nicht möglich.                                                                           |                                      |
| Elektrische Spule                                      | Das Magnetfeld ist proportional zum Spulenstrom und kann beliebig und schnell eingestellt werden. Somit ist auch eine automatische Einstellung z. B. abhängig von Sensorwerten möglich. Bei großen geforderten Verstellbereichen ist der Energieverbrauch auch größer.                                                                                              |                                      |
| Kombination von Permanentmagnet und elektrischer Spule | Bei diesem System wird das Magnetfeld eines Permanentmagneten durch ein Magnetfeld einer elektrischen Spule abgeschwächt oder verstärkt. Dies ist z. B. sinnvoll, wenn eine Fail-Safe-Funktion benötigt wird oder ein Schaltzustand vorherrschend ist und somit Energie gespart werden kann.                                                                        |                                      |
| Remanenz                                               | Vereinfacht beschrieben wird bei diesem System zur Erzeugung des Magnetfelds ein einstellbarer Permanentmagnet verwendet. Dabei wird ein hartmagnetischer Werkstoff durch einen elektromagnetischen Impuls auf den gewünschten Wert magnetisiert. Dadurch benötigt so ein System nur bei einer Zustandsänderung elektrische Energie und ist auch bedingt Fail-Safe. |                                      |

Bei richtiger, effizienter und EMV-gerechter Auslegung eines Systems mit magnetorheologischer Flüssigkeit verursacht dieses keine Störungen von anderen Systemen.

## Anwendungsgebiete
Variable Dämpfung zur Anpassung an geänderte Beladung/Belastung, d. h. dynamische Regelung der Viskosität durch Verwendung von Sensoren und Elektromagneten
- Fahrzeuganwendungen: Fahrwerks-Stoßdämpfer (beispielsweise Audi TT, R8, Acura MDX[2], Chevrolet Corvette, Ferrari 599 GTB), Dämpfer in Sitzen, Motorlager (beispielsweise bei Porsche)[3] und Allradantrieb-Kupplungen
- Bauwesen: Dämpfer in Brücken und Hochhäusern
- Medizintechnik: Prothesen
- Haushaltsgeräte: Waschmaschine mit MRF-Dämpfer (beispielsweise Zaboon von Toshiba)[4] zur Reduktion der Waschzeit, für mehr Waschkraft, weniger Vibrationen, geringere Geräuschentwicklung und einen kompakten, einfachen Aufbau.

- Technische Optik: Bearbeitung von Oberflächen mittels magnetorheologischem Polieren